# Henri Sellier
Henri Sellier (22 de diciembre de 1883 - 24 de noviembre de 1943) fue un administrador, urbanista y político socialista francés. Hizo mucho para desarrollar ciudades jardín en la región de París. Fue Ministro de Salud en 1936-1937.

## Biografía
Sellier ganó una beca para el liceo de Bourges. Fue un alumno brillante y ganó una beca estatal para estudiar en la escuela de negocios HEC Paris, donde obtuvo un diploma en 1901. En el verano de 1902, la HEC envió a Sellier a trabajar en la planta de Siemens. en Hamburgo como secretario de Walther Rathenau, donde conoció a Albert Thomas.
Sellier siguió siendo un socialista activo y colaboró con Jean Jaurès y Albert Thomas. Votó con la mayoría para unirse a la Tercera Internacional Comunista en el Congreso de Tours en noviembre de 1920, pero en octubre de 1921 fue expulsado del Partido Comunista Francés y se unió a la Sección Francesa de la Internacional Obrera (SFIO). Siguió siendo miembro de la SFIO por el resto de su vida.
En 1909 Sellier fue elegido miembro del consejo municipal de Puteaux en los suburbios occidentales de París. En 1910 fue elegido representante del cantón de Puteaux en el consejo general del departamento del Sena y dimitió del ministerio. Fue reelegido miembro del consejo general en 1912 y 1919. Fue elegido alcalde de Suresnes en 1919 y ocupó el cargo hasta 1940. Su programa electoral destacó mejoras en la salud, la vivienda y la renovación urbana. En 1925, el cantón de Puteaux se dividió y Sellier fue elegido para representar el segundo distrito, Suresnes y Nanterre-Sud, en el consejo general del Sena. Fue reelegido en 1929 y 1935. Fue relator general del presupuesto del departamento del Sena de 1917 a 1920 y presidente del consejo general en 1927-28.
Sellier se presentó sin éxito a las elecciones al Senado en enero de 1927. Fue elegido senador por el Sena en la primera vuelta de las elecciones del 20 de octubre de 1935 en la lista del Frente Popular. Fue Ministro de Salud en el primer gabinete de Léon Blum del 4 de junio de 1936 al 21 de junio de 1937.
Durante la Segunda Guerra Mundial (1939-1945), Sellier se abstuvo de votar sobre el cambio constitucional que otorgaba plenos poderes al mariscal Philippe Pétain. Fue destituido de su cargo el 22 de junio de 1941 por las autoridades de Vichy, arrestado por la Gestapo y recluido en el campo de Compiègne durante casi un mes. Se negó a trabajar con socialistas colaboracionistas y fundó un comité de acción socialista, que pasó a formar parte de la Resistencia francesa. Murió a la edad de 59 años el 24 de noviembre de 1943 en Suresnes, Sena. Una gran multitud desafió la prohibición y asistió a su funeral.